# Clinanthus coccineus
Clinanthus coccineus är en amaryllisväxtart som först beskrevs av Hipólito Ruiz López och Pav., och fick sitt nu gällande namn av Alan W. Meerow. Clinanthus coccineus ingår i släktet Clinanthus, och familjen amaryllisväxter.
Artens utbredningsområde är Peru. Inga underarter finns listade i Catalogue of Life.